# Asnières-sur-Oise
Asnières-sur-Oise là một xã ở tỉnh Val-d'Oise, thuộc vùng Île-de-France ở miền bắc nước Pháp.

## Thành phố kết nghĩa
Cutigliano, Ý.